# Titularbistum Zuri
Zuri ist ein Titularbistum der römisch-katholischen Kirche.
Es geht zurück auf einen untergegangenen Bischofssitz in der gleichnamigen antiken Stadt, die in der römischen Provinz Africa proconsularis (heute nördliches Tunesien) lag. Der Bischofssitz war der Kirchenprovinz Karthago zugeordnet.
| Titularbischöfe von Zuri |                                           |                                                                                   |                   |                  |
| Nr.                      | Name                                      | Amt                                                                               | von               | bis              |
| 1                        | Franz Joseph Fischer                      | Weihbischof in Rottenburg (Deutschland)                                           | 19. Dezember 1929 | 24. Juli 1958    |
| 2                        | Auguste-Callixte-Jean Bonnabel            | emeritierter Bischof von Gap (Frankreich)                                         | 13. Februar 1961  | 7. November 1967 |
| 3                        | Jean Jadot Titularerzbischof pro hac vice | Kurienerzbischof                                                                  | 23. Februar 1968  | 21. Januar 2009  |
| 4                        | Gerhard Wagner                            | ernannter Weihbischof in Linz (Österreich) (vor der Bischofsweihe zurückgetreten) | 31. Januar 2009   | 2. März 2009     |
| 5                        | Guerino Di Tora                           | Weihbischof in Rom (Italien und Vatikanstadt)                                     | 1. Juni 2009      |                  |